# Henri Michaux
Henri Michaux (Namur, Bélgica, 24 de mayo de 1899-París, 19 de octubre de 1984) fue un poeta y pintor de origen belga, nacionalizado francés.  

## Biografía
Pasó su infancia y juventud en Bruselas. Comenzó la carrera de Medicina en la Universidad de Bruselas, pero en 1919 abandonó sus estudios para enrolarse como fogonero en un navío de la marina mercante francesa, en el que viajó a Río de Janeiro y Buenos Aires. 
Tras regresar a Bruselas, en 1923 publicó su primer texto -"Cas de folie circulaire"- en la revista Le Disque Vert, que dirigía su amigo Franz Hellens. Ese mismo año abandonó Bruselas y fijó su residencia en París, donde inició su carrera literaria y descubrió con entusiasmo el surrealismo, especialmente la obra de Paul Klee, Max Ernst, Giorgio de Chirico y Salvador Dalí. Publicó sus primeros libros, Les rêves et la jambe (1923) y Qui je fus (1927).
En 1927 viajó por América Latina, especialmente por Ecuador, y recogió sus impresiones oníricas del viaje en su libro Ecuador (1929). Otro viaje, esta vez al Extremo Oriente, entre 1931 y 1932, le proporcionó el material para el libro Un bárbaro en Asia (1933).  
En París se hizo amigo rápidamente del poeta Jules Supervielle de quien permaneció amigo hasta su muerte. En 1936, viajan a Uruguay (a casa de Supervielle) y a Buenos Aires, Argentina para el Congreso Internacional del PEN Club Internacional. Durante este viaje, Michaux se reunió con Susana Soca, poetisa y mujer uruguaya de letras con la que va a estar muy ligado. También encontró a Victoria Ocampo, directora de SUR. 
En París, Michaux era amigo de varias personas que jugaron un papel importante en el mundo del arte, como Brassaï, Claude Cahun, Jean Paulhan el editor de la NRF y el librero-editor Jacques-Olivier Fourcade.
En 1937 se convirtió en el redactor jefe de la revista Hermès, publicada en Bruselas y cuyo objetivo era "provocar o facilitar ciertas confrontaciones directas entre la filosofía, la mística y la poesía". En 1939 realizó nuevos viajes, y se instaló en el Mediodía de Francia, dedicado a la pintura, en 1941.
Escribió también libros de viajes imaginarios (Voyage en Grande Garabagne, en 1936; Au pays de la magie, en 1941, e Ici, Poddema (1946), compilados en un solo volumen en Ailleurs, 1948); relatos de sus experiencias con las drogas, especialmente con la mescalina (Misérable miracle, en 1956, Connaissance par les gouffres, en 1961), y recopilaciones de aforismos y reflexiones (Passages,en 1950; Poteaux d'angle, en 1971).
Desde 1925 Michaux se interesó vivamente por las artes plásticas, pero fue en 1937 cuando empezó a dibujar y a pintar. Expuso con regularidad su obra plástica en varias galerías parisinas, y publicó numerosos libros ilustrados. Se interesó también por la caligrafía.
Escribieron sobre él otros grandes escritores, como Jorge Luis Borges, André Gide, Lawrence Durrell, Octavio Paz y Jean-Marie Le Clézio.
Entre los años 2006 y 2007 se han celebrado en España dos exposiciones dedicadas a analizar su contribución a las artes visuales en el Círculo de Bellas Artes de Madrid y en el Centro Andaluz de Arte Contemporáneo de Sevilla. En esta institución, ubicada en el Monasterio de Santa María de las Cuevas, se incluían tres documentales sobre la vida y obra del escritor.
Una de sus citas más famosas es la siguiente: "Un día voy a arrancar el ancla que mantiene mi nave lejos de los mares."

## Obras
- 1922: Cas de folie circulaire
- 1923: Les rêves et la jambe
- 1927: Qui je fus
- 1929: Ecuador. Edición en español: Ecuador: diario de viaje. Traducción de Cristóbal Serra. Barcelona, 1983.
- 1933: Un barbare en Asie. Un bárbaro en Asia. Traducido al español por Jorge Luis Borges. Buenos Aires, 1941. Numerosas reediciones.
- 1935: La nuit remue. La noche se agita ; Plume ; precedido por Lejano interior. Traducción y prólogo de Marta Segarra. Barcelona, 1994 y Castellón, 2010.
- 1936: Voyage en Grande Garabagne
- 1938: Lointain intérieur. La noche se agita ; Plume ; precedido por Lejano interior. Traducción y prólogo de Marta Segarra, 1994.
- 1938: Plume. La noche se agita ; Plume ; precedido por Lejano interior. Traducción y prólogo de Marta Segarra. Barcelona, 1994.
- 1941: Au pays de la Magie
- 1942: Arbres des Tropiques
- 1944: L'espace du dedans,
- 1940-1944: Épreuves, exorcismes. Adversidades, exorcismos. Traducción de Jorge Riechmann . Madrid, 1988.
- 1946: Ici, Poddema
- 1948: Ailleurs. En otros lugares. Traducción de Julia Escobar. Madrid, 1983.
- 1949: La vie dans les plis. La vida en los pliegues. Buenos Aires, 1976.
- 1950: Passages,
- 1952: Mouvements,
- 1954: Face aux verrous. Frente a los cerrojos, seguido de Puntos de Referencia. Traducción, introducción y notas de Julia Escobar. Valencia, 2000.
- 1956: Misérable miracle (La mescaline). Miserable milagro (La mescalina), Caracas, 1969.
- 1957: L'infini turbulent. El infinito turbulento. Valencia, 2000.
- 1959: Paix dans les brisements,
- 1961: Connaissance par les gouffres. Conocimiento por los abismos. Traducción de Aurora Bernárdez. Buenos Aires, 1972.
- 1962: Vents et poussières
- 1966: Les grandes épreuves de l'esprit et les innombrables petites. Las grandes pruebas del espíritu y las innumerables pequeñas. Traducción de Francesc Parcerisas. Barcelona, 1985.
- 1969: Façons d'endormi, façons d'éveillé. Modos del dormido, modos del que despierta. Madrid, 1974.
- 1971: Poteaux d'angle
- 1972: En rêvant à partir de peintures énigmatiques
- 1972: Émergences, résurgences
- 1973: Moments, traversées du temps
- 1973: Quand tombent les toits
- 1974: Par la voie des rythmes
- 1975: Idéogrammes en Chine
- 1975: Coups d'arrêt
- 1976: Face à ce qui se dérobe
- 1976: Les ravagés
- 1978: Jours de silence
- 1979: Saisir
- 1980: Une voie pour l'insubordination
- 1981: Affrontements
- 1982: Chemins recherchés, chemins perdus, transgressions
- 1983: Les commencements
- 1983: Le jardin exalté
- 1983: Par surprise
- 1984: Par des traits
- 1985: Déplacements, dégagements
- 1993: Jeux d'encre. Trajet Zao Wou-Ki
- 1994: En songeant à l'avenir
- 1994: J'excuserais une assemblée anonyme...
- 1996: À distance

### Antologías en español
- Poemas 1927-1954. Buenos Aires, 1959.
- Poemas escogidos. Madrid, 1999.
- Antología poética 1927-1986, edición bilingüe (francés-español), selección, traducción y prólogo de Silvio Mattoni, Buenos Aires, Ed. Adriana Hidalgo, 2005.
- Desplazamientos desprendimientos'. México 2012. CONACULTA/Fractal

- Datos: Q160780
- Citas célebres: Henri Michaux